# 유제프 트라치
유제프 브로니스와프 트라치(폴란드어: Józef Bronisław Tracz, 1964년 9월 1일~)는 폴란드의 은퇴한 레슬링 선수이다. 올림픽 그레코로만형 레슬링 웰터급에서 은메달 1개(1992), 동메달 2개(1988, 1996)를 획득하였다.

## 개인사
형인 미에치스와프 트라치 또한 레슬링 선수로 활동했다.